# Il giornale della donna
Il giornale della donna, denominato La donna fascista dal 1935, è stato un periodico italiano edito dal 1919 al 1943.
Fondato a Roma nel 1919 da Paola Benedettini Alferazzi, quale "settimanale di educazione sociale e femminile" si distinse nei primi anni venti del XX secolo per il convinto appoggio al fascismo.
Dal 1929, in occasione della trasformazione dei Fasci Femminili in un'organizzazione di massa, Il giornale della donna divenne organo ufficiale del PNF, sempre sotto la guida della fondatrice, con una periodicità quindicinale, anche trasferendo la sede legale e amministrativa nel Palazzo del Littorio.
A partire dal 1935, la testata mutò la denominazione in La donna fascista "Giornale delle organizzazioni fasciste del PNF", continuando le pubblicazioni fino al 1943.
Una rivista femminile brevemente pubblicata a Torino nel 1969, riprese la denominazione Il giornale della donna. È uno dei primi esempi di giornale femminista.